# Pfarrkirche St. Leodegar (Birmenstorf)

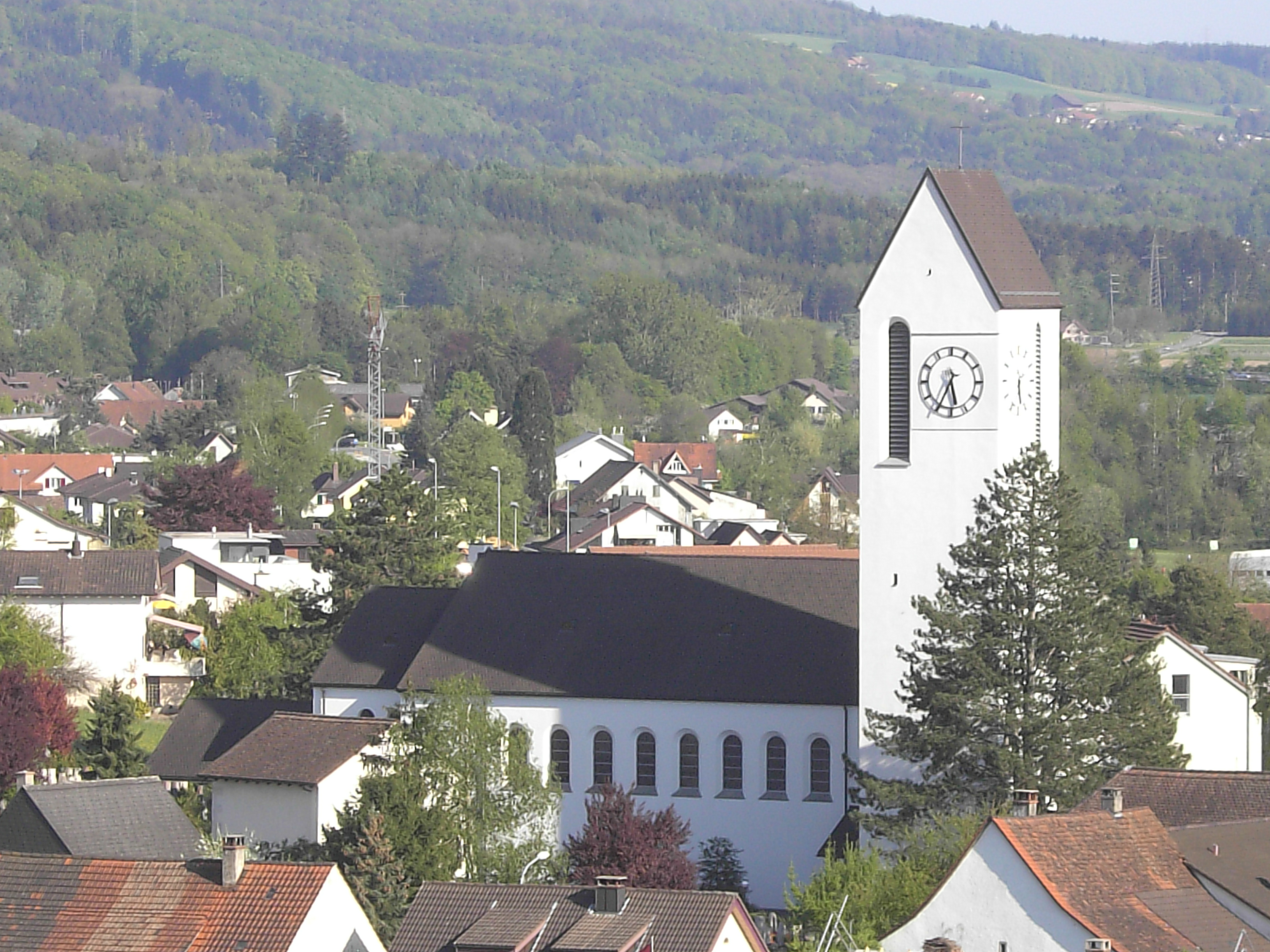
Katholische Kirche Birmenstorf

Die Pfarrkirche St. Leodegar ist die römisch-katholische Pfarrkirche und eine der beiden das Ortsbild von Birmenstorf prägende Kirchen. Kirchenpatron ist Leodegar von Autun.

## Vorgeschichte
Bereits im 12. Jahrhundert stand in Birmenstorf vermutlich eine Kirche. Urkundlich belegt ist die Übernachtung Bernhards von Clairvaux mit seinem Gefolge in der Nacht vom 16. auf den 17. Dezember 1146. Wie damals üblich hat der Durchreisende mit seinem Gefolge vermutlich in der Dorfkirche übernachtet. Diese Kirche wurde, nach diversen Erweiterungen, zu Beginn des 20. Jahrhunderts zu klein für die katholische Kirchgemeinde am Ort. Deshalb entstanden bereits 1914 erste Pläne für eine neue Kirche. Die heutige katholische Dorfkirche wurde schliesslich zwischen Februar 1934 und April 1935 neben der bestehenden paritätischen Kirche errichtet.

## Bauwerk
Die nach einem Entwurf des Architekten Anton Higi erbaute Kirche ist von West nach Ost ausgerichtet. Das Hauptschiff besteht aus einem Rechteck mit Satteldach, einer angebauten Sakristei auf der Südseite und einem ungefähr 30 Meter hohen Turm. Später würde an der Ostseite eine Aufbahrungshalle angebaut.
Im Gegensatz zur weissen Aussenfarbe ist das Innere der Kirche mit viel Holz eher dunkel gehalten. Der Chor ist, wie in vorkonziliaren Kirchen üblich, erhöht. Das Altarbild an der östlichen Innenwand des Chores zeigt Christus als König, unter anderem begleitet von Maria, Joseph, dem Kirchenpatron Leodegar.
Die Fenster im Kirchenschiff, vom Zürcher Kunstmaler Giuseppe Scartezzini in leuchtenden Farben gestaltet, stellen die Feste des Kirchenjahrs da. Die verschiedenen Sakramente werden in den Chorfenster, gestaltet von der kirchlichen Kunstwerkstätte von Gottlieb Engeler in Andwil, dargestellt.

## Glocken
Für die katholische Kirche wurde das 1878 durch die Firma Rüetschi in Aarau für die paritätische Kirche gegossene Geläut verwendet. Eine der vier Glocken wurde im Jahre 1905 wegen eines Risses umgegossen und 1962 kamen zwei weitere Glocken dazu, so dass heute sechs Glocken im Turm der Kirche hängen.